# Liga do Peloponeso

A Liga do Peloponeso, em rosa

A Liga do Peloponeso, Aliança do Peloponeso, Liga Peloponésia ou Confederação do Peloponeso foi uma aliança de várias cidades-Estado na península do Peloponeso, na Grécia Antiga, durante os séculos VI e V a.C..
No final do século VI a.C., Esparta tornou-se a cidade-estado mais poderosa do Peloponeso, e detinha hegemonia política e militar sobre Argos, a segunda cidade-Estado mais poderosa. Esparta adquiriu dois fortes aliados Corinto e Élida, libertando Corinto da tirania e auxiliando Élis a manter o controle dos Jogos Olímpicos. Esparta prosseguiu com a mesma estratégia para conseguir outros aliados em sua liga. Derrotou ainda Tégea em uma guerra de fronteira e lhes ofereceu aliança defensiva permanente; este era o ponto decisivo para a política externa espartana.
Muitas outras cidades-Estado do centro e do norte da península do Peloponeso uniram-se a liga, que eventualmente incluía todos as cidades peloponésias, exceto Argos e Acaia. A superioridade espartana foi garantida quando Esparta derrotou Argos em batalha, em 546 a.C..
A liga estava organizada com Esparta como centro principal, e era controlada pelo conselho de aliados, que eram compostos de dois corpos. O primeiro corpo era a Assembléia dos Espartanos, e o segundo era o Congresso dos Aliados, no qual cada cidade-Estado aliada possuía um voto independentemente do tamanho da cidade-estado ou de sua força geopolítica. Nenhum tributo era pago, exceto em casos de guerra, onde um terço dos militares de um estado poderiam ser requisitados. Apenas Esparta poderia convocar um congresso da Liga. Todas alianças eram feitas em Esparta, apenas, então, os estados membros tinham que formar suas próprias alianças com os outros. E apesar de que cada cidade-estado tinha um voto, Esparta não era obrigada a obedecer qualquer resolução que a Liga viesse a tomar. Por isso, a Liga do Peloponeso não era exatamente uma "aliança" no sentido mais rígido da palavra (nem era completamente peloponésia na totalidade de sua existência).
A liga promovia proteção e segurança a seus membros, principalmente, a Esparta. Era uma aliança muito estável que contava com o apoio das oligarquias e se opunha aos tiranos.
Com as Guerras Médicas, a liga se transformou na Liga Helênica, incluindo Atenas e outras cidades-estados, que estavam sob o comando de Pausânias e mais tarde, de Cimón de Atenas. Ao término da guerra com os persas, Esparta retirou-se, e constitui de novo a Liga do Peloponeso com as alianças originais de Esparta, enquanto a Liga Helênica tornou-se, com um líder ateniense, na Confederação de Delos. As duas Ligas entraram em conflito entre si na Guerra do Peloponeso.
A Liga do Peloponeso desfrutou de uma vasta existência, chegando até mesmo bem ao século IV a.C.. A Batalha de Leuctra (371 a.C.), que marcou o fim da hegemonia espartana e o começo da cidade de Tebas, conduziu também a dissolução da Liga do Peloponeso.